# Celina reclusa
Celina reclusa är en skalbaggsart som beskrevs av Guignot 1955. Celina reclusa ingår i släktet Celina och familjen dykare. Inga underarter finns listade i Catalogue of Life.